# توم تورنر (لاعب كرة قاعدة)
توم تورنر (بالإنجليزية: Tom Turner)‏ هو لاعب كرة قاعدة أمريكي، ولد في 22 يونيو 1915، وتوفي في 17 يونيو 2013 في جورجتاون في الولايات المتحدة.